# Alexander Schleicher GmbH & Co
Alexander Schleicher GmbH & Co es un fabricante de planeadores, situado en la localidad de Poppenhausen, cerca de Fulda en Alemania. Es el fabricante de planeadores más antiguo del mundo.

## Historia
La compañía se fundó en el año 1927 por parte de Alexander Schleicher, empleando el dinero que había ganado como piloto en una competición aeronáutica. La compañía creció rápidamente en tamaño y fama, fabricando modelos como el Anfänger, Zögling, Professor, Mannheim, y el Stadt Frankfurt. Las aeronaves que diseñaban empezaron a ser más grandes y complejas, como con el DFS Rhönadler y el DFS Rhönbussard diseñado por Hans Jacobs, y el planeador experimental triplaza, fabricado a partir de un diseño de Alexander Lippisch para el Deutsche Forschungsanstalt für Segelflug (DFS - Instituto Alemán de Investigaciones de Vuelo en planeadores).
Durante la Segunda Guerra Mundial, la empresa se dedicó a fabricar y reparar planeadores de las Juventudes Hitlerianas. Al final del conflicto armado, la actividad aeronáutica se suspendió por las condiciones impuestas por los Aliados. En 1951 estas restricciones desaparecieron, y la compañía continuó con la fabricación de planeadores.

## Productos

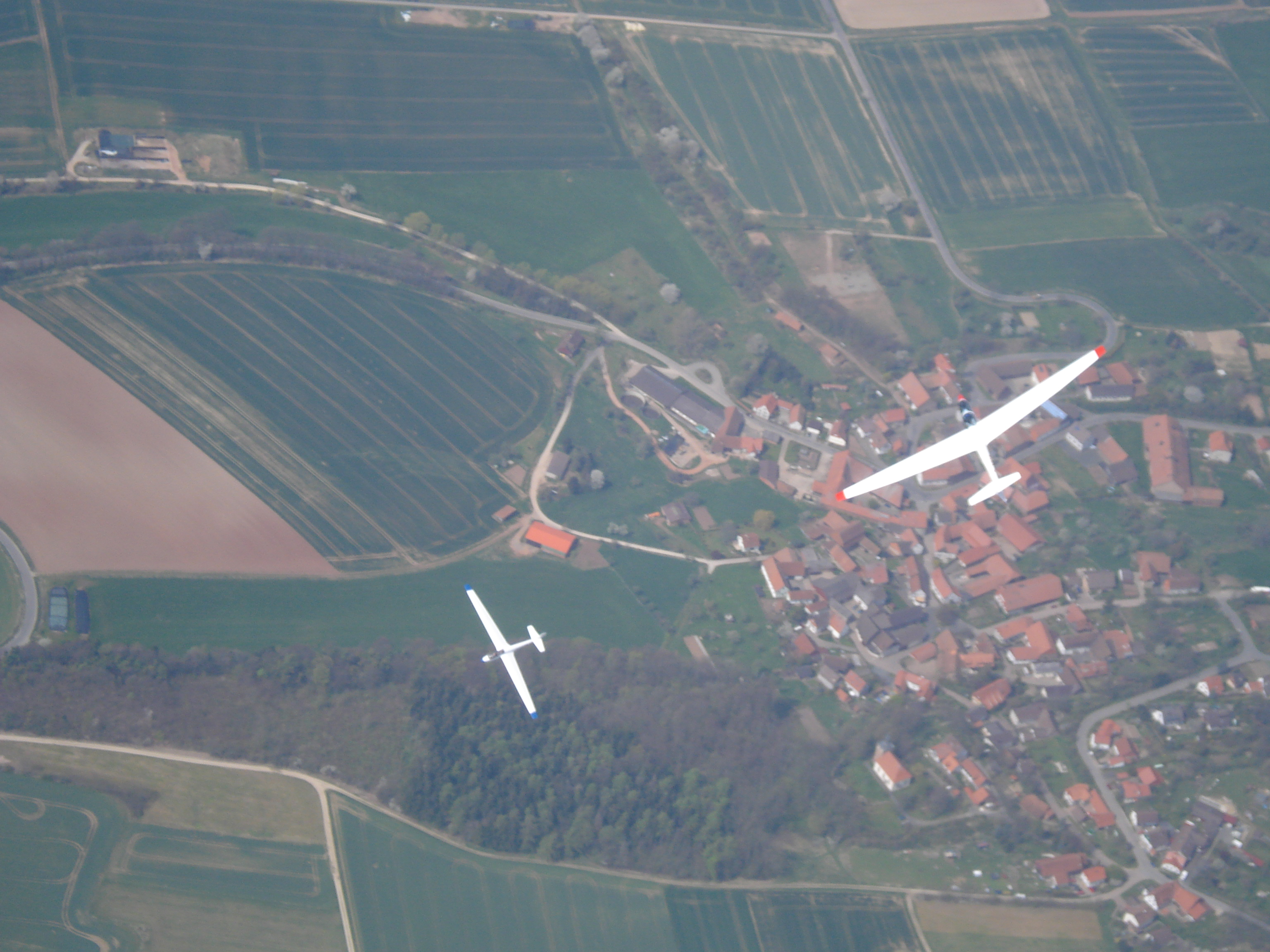
Un ASK 21 y un ASK 13 en vuelo.

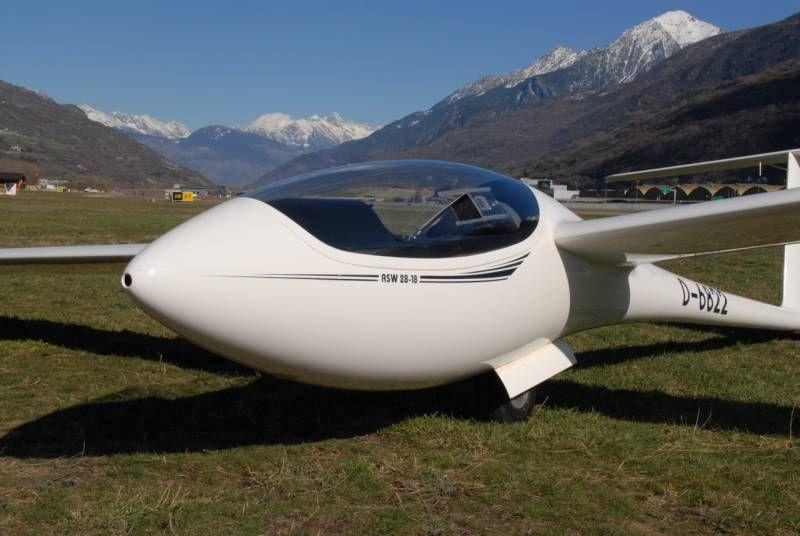
Un Schleicher ASW 28.

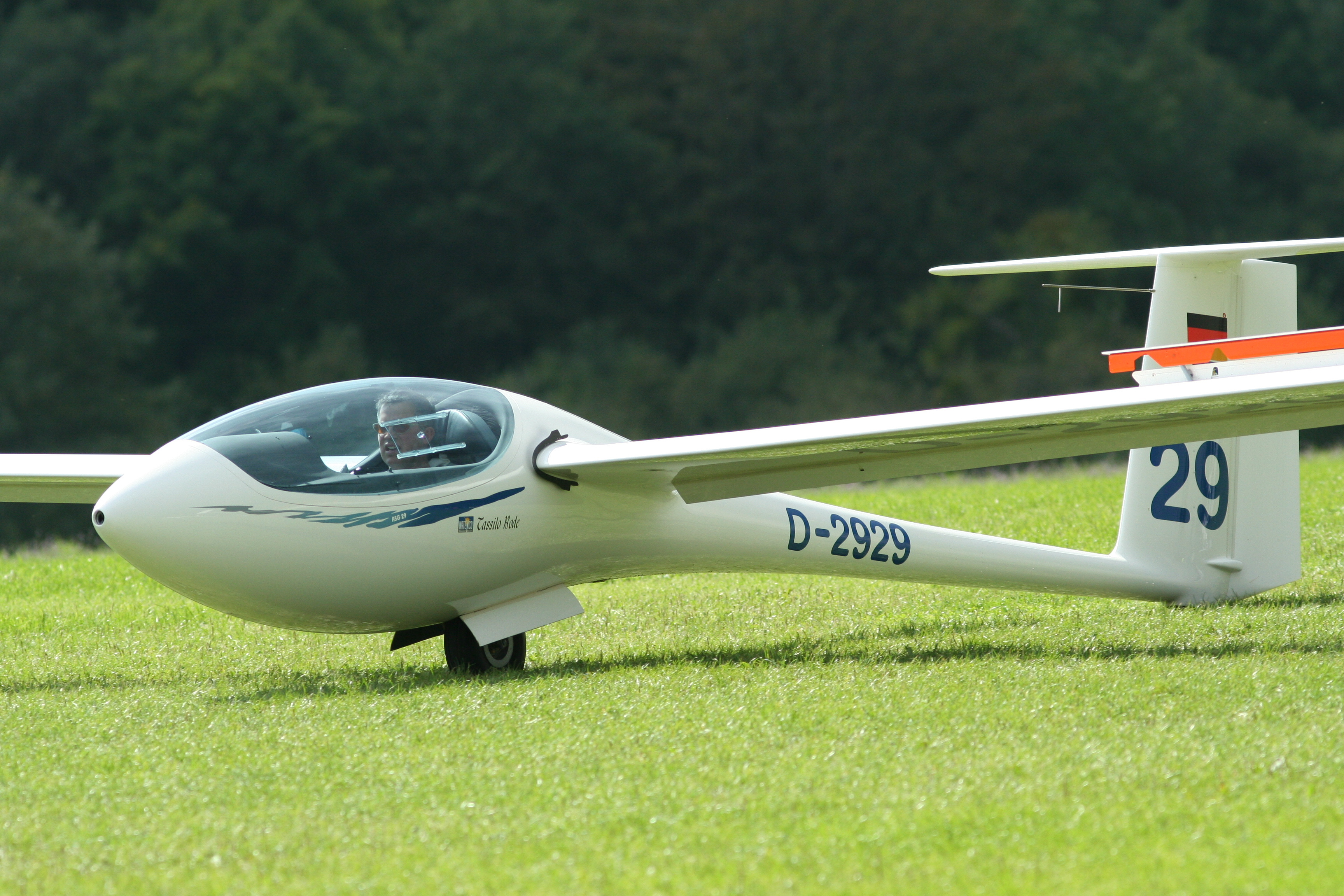
Un Schleicher ASG 29.

Diseñados por Rudolf Kaiser
- Schleicher Ka 1
- Schleicher Ka 2
- Schleicher Ka 3
- Schleicher Ka 4
- Schleicher Ka 6
- Schleicher K7
- Schleicher K8
- Schleicher ASK 13
- Schleicher ASK 14
- Schleicher ASK 16
- Schleicher ASK 18
- Schleicher ASK 21
- Schleicher ASK 23

Diseñados por Gerhard Waibel
- Schleicher ASW 12
- Schleicher ASW 15
- Schleicher ASW 17
- Schleicher ASW 19
- Schleicher ASW 20
- Schleicher ASW 22
- Schleicher ASW 24
- Schleicher ASW 27
- Schleicher ASW 28

Diseñados por Martin Heide y Michael Greiner
- Schleicher ASH 25
- Schleicher ASH 26
- Schleicher ASG 29
- Schleicher ASH 30 Mi
- Schleicher ASH 31